# Raschplatzhochstraße

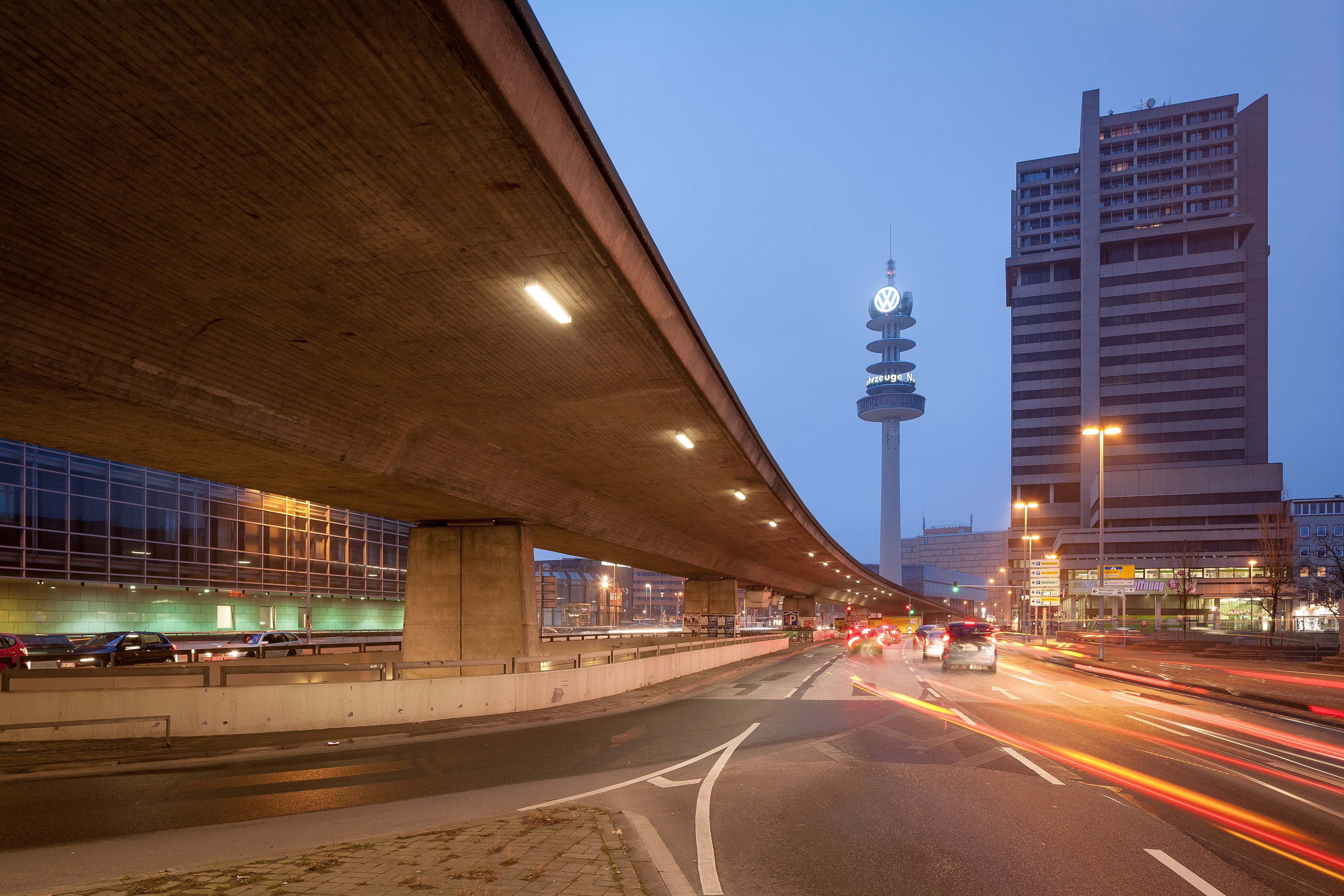
Raschplatzhochstraße von unten mit Blick von der Berliner Allee in Richtung Hamburger Allee mit dem VW-Tower und dem Hochhaus Lister Tor

Die Raschplatzhochstraße in Hannover, auch Raschplatz-Hochstraße und Raschplatzhochbrücke genannt, ist eine Hochstraße im Verlauf der sogenannten „Raschplatz-Tangente“ und des Innenstadtrings der niedersächsischen Landeshauptstadt. Die Brücke für den automobilen Straßenverkehr an der Grenze der Stadtteile Oststadt und Mitte verbindet die Berliner Allee mit der Hamburger Allee und entlastet den Verkehr insbesondere an der Kreuzung mit der Lister Meile.

## Beschreibung
Das 17 Meter breite Stahlbetonbauwerk hat eine Länge von 520 Metern und besteht aus zwei zusammen 110 Meter langen Rampen und einem 410 Meter langen Brückenbauwerk. Über die Brücke führen zwei Fahrspuren in jede Richtung; mit etwa 30.000 Fahrzeugen (im Jahr 2004) in 24 Stunden ist sie ein verkehrsmäßig hochbelasteter Teil des Innenstadtrings.
Die Hochstraße wurde in den Jahren 1968 und 1969 gebaut und am 30. Juli 1970 für den Verkehr freigegeben. Um das Jahr 2000 kamen Diskussionen auf, ob die Brücke abgerissen werden soll. Statt eines Abrisses für rund 13 Millionen Euro ließ die Stadt Hannover die Brücke in den Jahren 2014 bis 2015 für 3,5 Millionen Euro sanieren.
An der Überquerung der Lister Meile steht unter der Hochstraße auf einer größeren Verkehrsinsel seit 1988 ein Bauwagen, in dem die christliche Suchthilfe Neues Land ein Kontaktcafé als niedrigschwellige Anlaufstelle für Drogenabhängige, Obdachlose und Bedürftige betreibt. 1995 kamen drei Container hinzu.

## Kunst
1991 stellte der Bildhauer Andreas von Weizsäcker unter der Hochstraße seine Skulptur Hangover aus, die zunächst nur befristet und später dauerhaft ausgestellt wurde. Es handelt sich um drei kopfüber hängende Autokarossen, die in Papier eingepackt sind. Nach Ansicht des städtischen Kulturbüros wirkt die Skulptur wie ein ironisches Denkmal auf das Konzept der autogerechten Stadt, das in Hannover umgesetzt wurde.
Im Vorfeld der 2014 und 2015 vorgenommenen Sanierung des trist grauen Brückenbauwerks eröffnete der Pop-Art-Künstler Andora der Stadt seine Vorschläge für eine farbliche Umgestaltung der Raschplatzhochstraße unter Bürgerbeteiligung zum bunten Kunstwerk im öffentlichen Raum. Die Pläne wurden nicht umgesetzt, da dem Vorhaben Sicherheitsbedenken und zusätzliche Kosten entgegenstanden.
2021 fand auf der Hochstraße das zehntägige Festival Theaterformen in Verbindung mit einem Stadtlabor zur Klimagerechtigkeit statt. Aufgrund der Veranstaltungen war die Straße drei Wochen für den Verkehr gesperrt, was wegen der entstandenen Staus bei Autofahrern Unmut hervorrief.

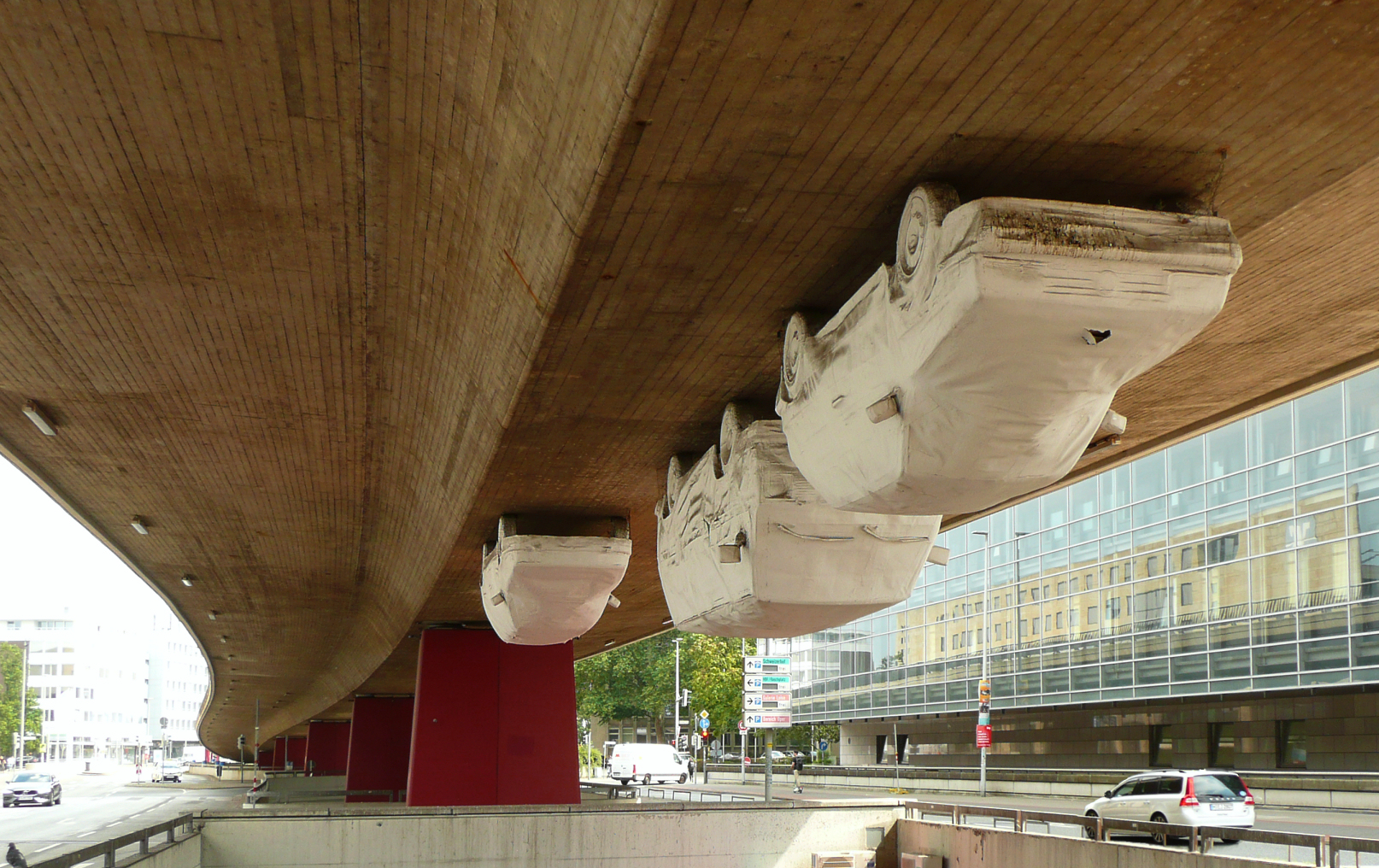
Hangover-Skulptur von 1991 des Bildhauers Andreas von Weizsäcker unter der Hochstraße
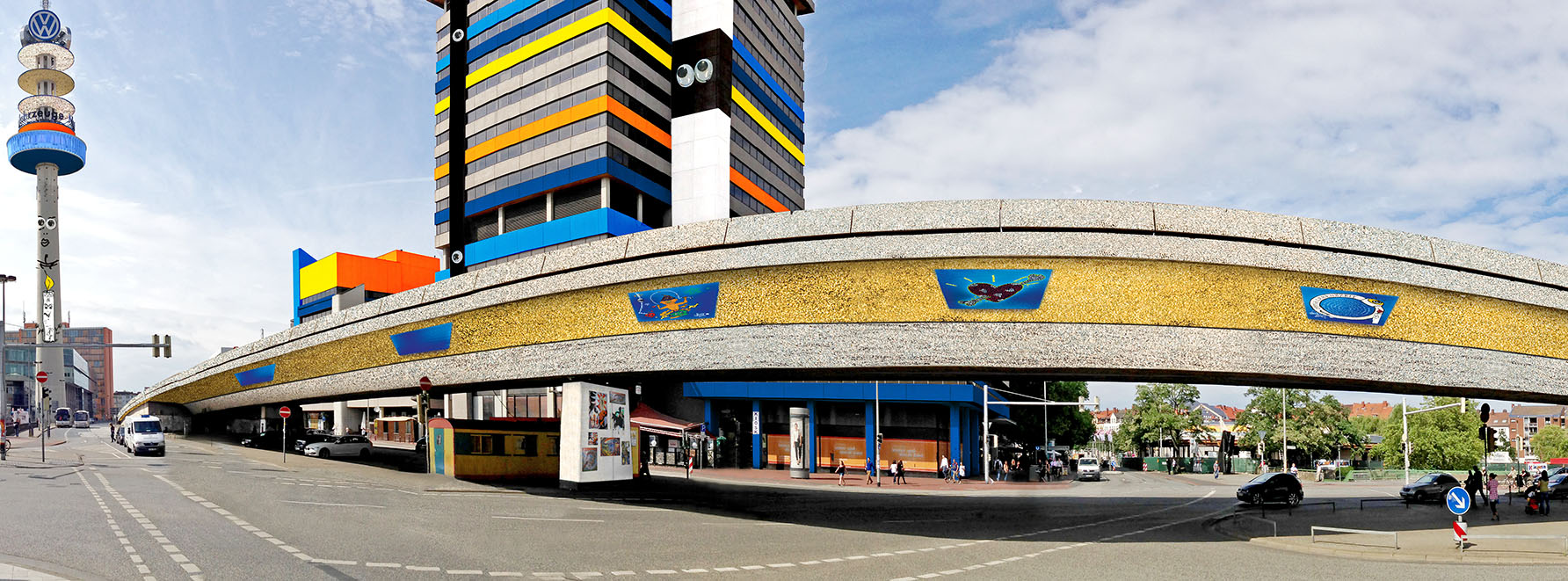
Nicht realisierter Entwurf des Künstlers Andora zur farblichen Umgestaltung der Raschplatzhochstraße gemeinsam mit dem VW-Tower und dem Hochhaus Lister Tor
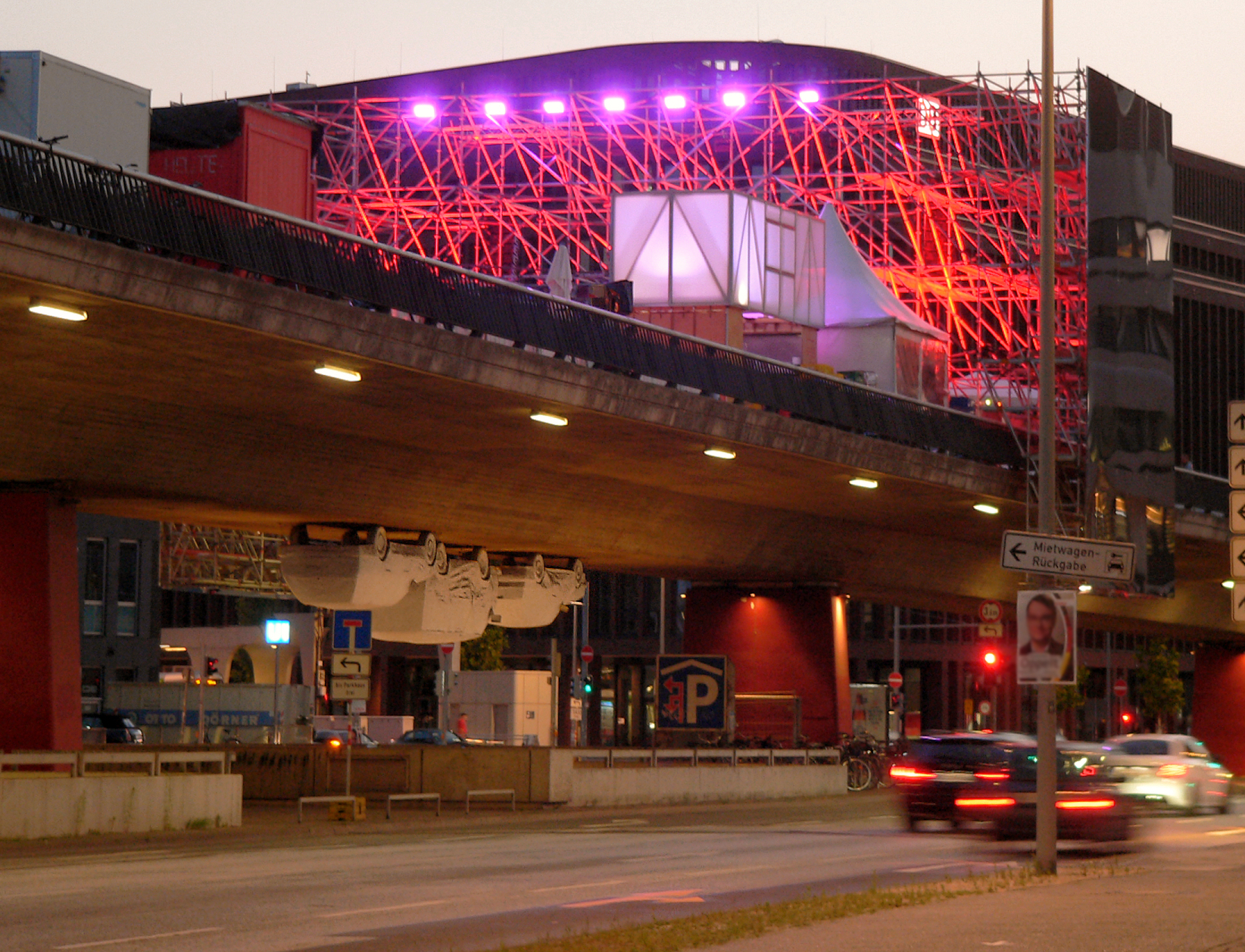
Bühne des Festival Theaterformen auf der Raschplatzhochstraße, 2021
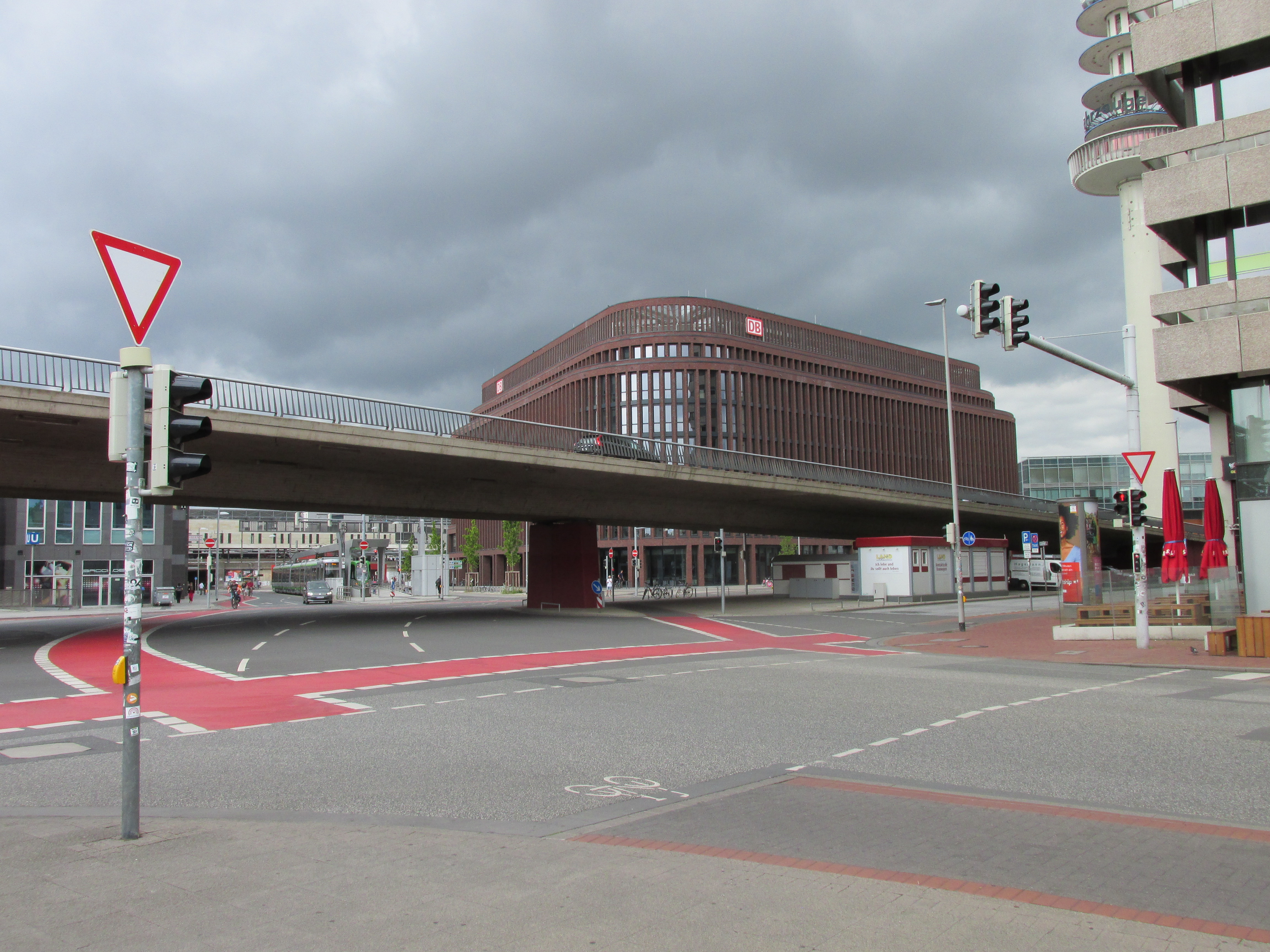
Überquerung der Lister Meile
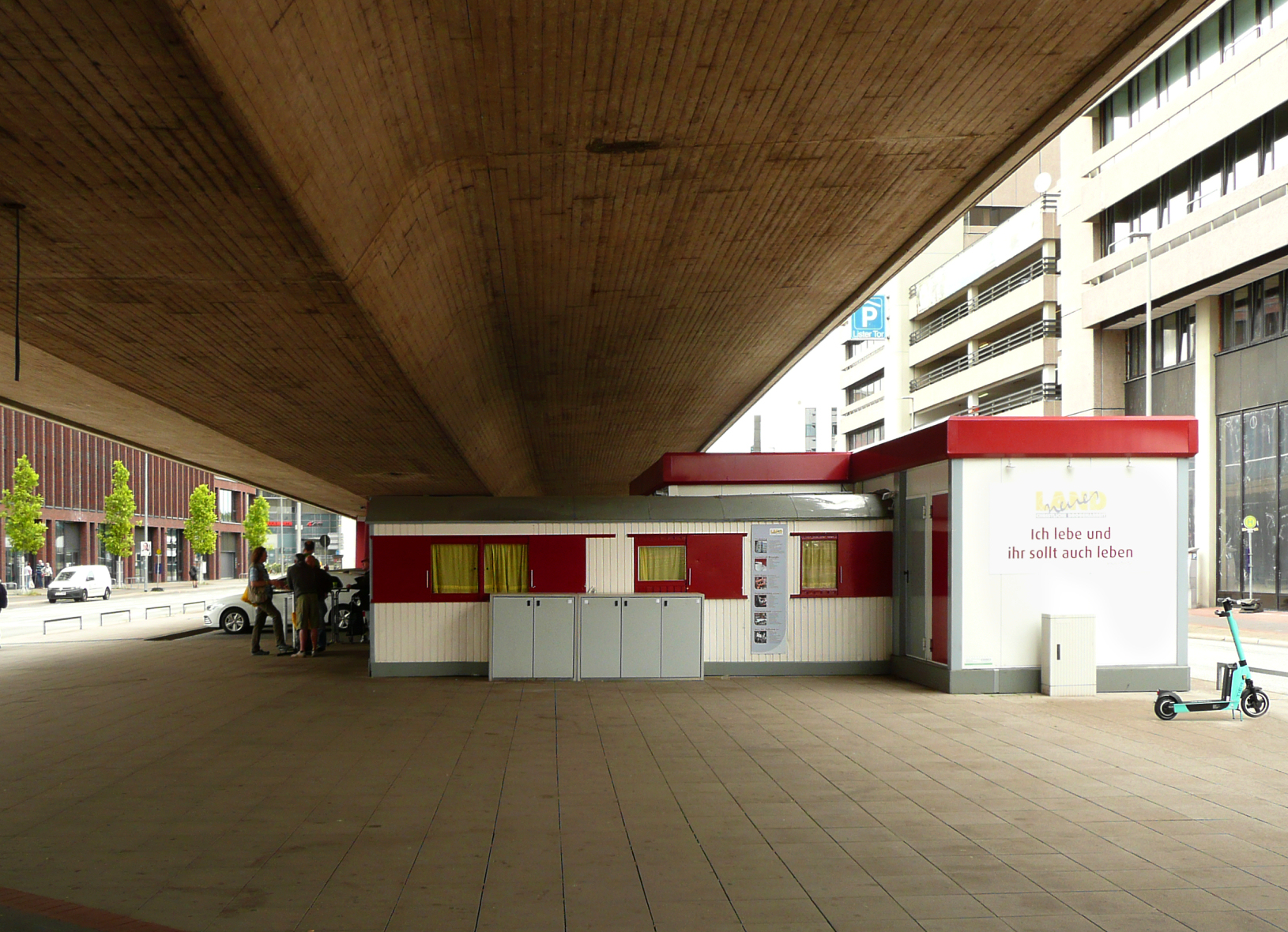
Bauwagen und Container der christlichen Suchthilfe unter der Hochstraße
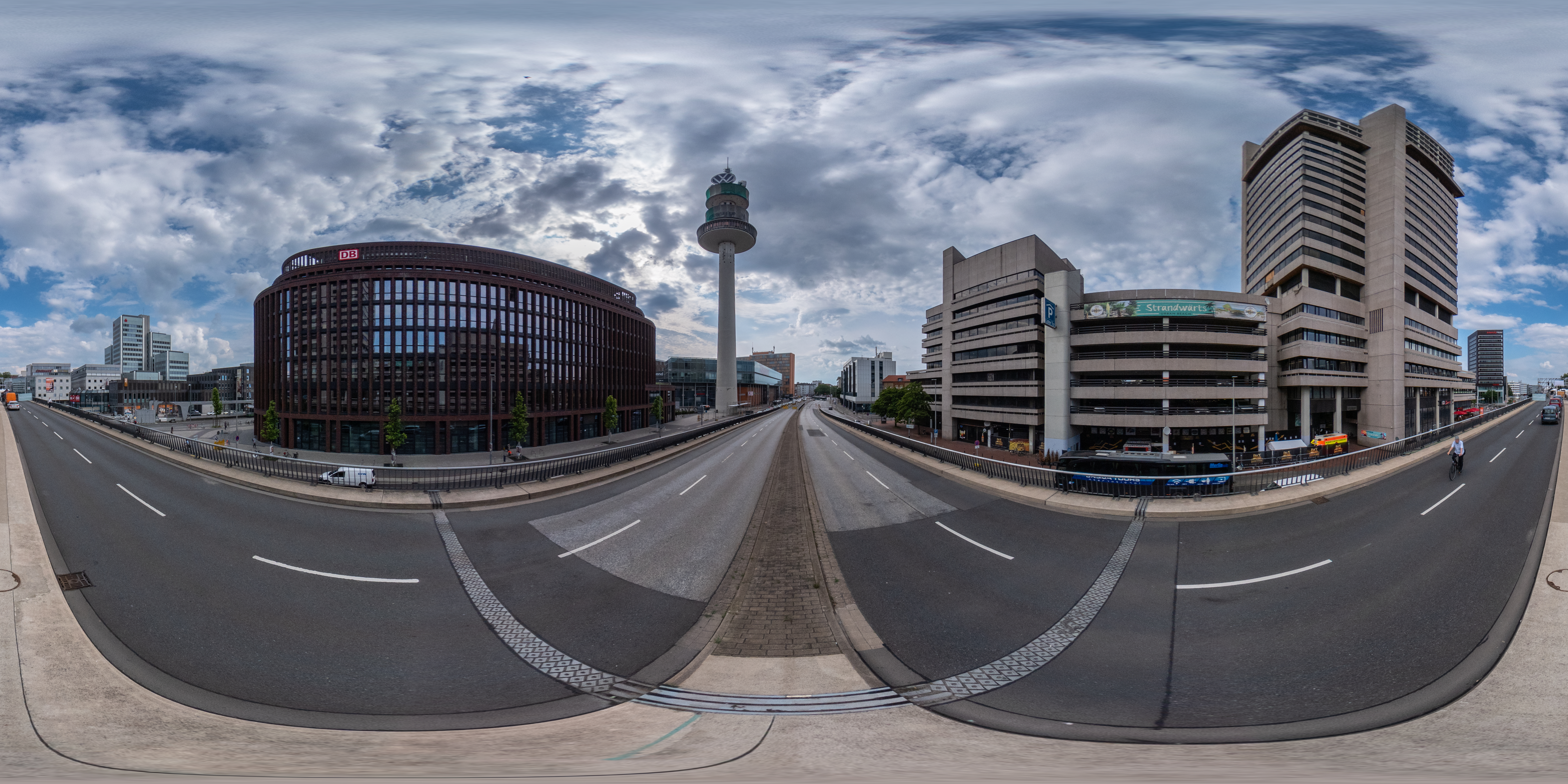
Kugelpanorama von der Hochstraße im Juli 2021